# Güllerin Savaşı
Güllerin Savaşı (Angola/Moçambique: Guerra das Rosas) é uma telenovela turca, produzida pela Med Yapım e exibida pelo Kanal D, entre 8 de julho de 2014 a 6 de fevereiro de 2016, em 68 episódios, com direção de Emre Kabakuşak.
Conta com as participações de Damla Sönmez, Canan Ergüder e Barış Kılıç.

## Elenco
- Damla Sönmez, como Gülru Çelik Sipahi
- Canan Ergüder, como Gülfem Sipahi
- Barış Kıillıç, como Ömer Hekimoğlu
- Bora akkaş, como Cihan Sipahi
- Feyza Civelek, como Çiçek Çelik Hekimoğlu
- Zeynep Köse, como Yonca Çelik
- Yiğit Kirazcı, como Mert Gencer
- Atilla Şendil, como Salih Çelik
- Kenan Ece, como Tibet Yalçın
- Meltem Pamirtan, como Mesude Çelik Yıldırım
- Berk Yaygın, como Yener Yıldırım
- Turgay Tanülkü, como Recep Gencer
- Ayşe Akın, como Duygu
- Pınar Afsar, como Ayla Sipahi
- Aslı İçözü, como Halide Demir
- Serap Aksoy / Arsen Gürzap, como Cahide Hekimoğlu
- Arif Pişkin, como Şevket Hekimoğlu
- Münire Apaydın, como Mebrure Hekimoğlu
- Uğur Kurul, como Taner Hekimoğlu
- Güzin Alkan, como Naciye Gencer

## Transmissão em países lusófonos
A trama turca foi exibida em Angola e Moçambique pelo canal de televisão por assinatura Zap Novelas entre 9 de janeiro a 2 de agosto de 2017, substituindo As Amazonas e sendo substituída por Cidade Proibida.